# Tim Blake Nelson
Timothy Blake Nelson (Tulsa, 1964. május 11. –) Grammy-díjas amerikai színész, rendező és író.
Legismertebb alakítása Wade Tillman a Watchmen című sorozatban. A Marvel-moziuniverzum filmjeiben is szerepelt.

## Fiatalkora
Zsidó családban született Tulsában. Szülei Ruth Nelson, egy ismert tulsai szociális aktivista és filantróp, valamint Don Nelson geológus és vadkutató. Anyai nagybátyja az üzletember George Kaiser.
Részt vett a Quartz Mountain Resort Arts and Conference Centerben, Lone Wolfban. 1982-ben végzett a tulsai Holland Hall Schoolban és a Brown Egyetemen, ahol klasszikus szakos volt, valamint az 1986-os évfolyamának végzős szónoka. A Brownon Martha Nussbaum filozófustól tanult. Tagja a Phi Beta Kappa Társaságnak. 1990-ben diplomázott a Juilliardon, a 19-es csoport tagja volt.

## Pályafutása
2000-ben szerepelt az Ó, testvér, merre visz az utad? című filmben. 2009-ben a CSI: A helyszínelők epizódszereplője volt. 2018-ban a Buster Scruggs balladája című filmben tűnt fel. 2023-ban a Dűne: Második rész című sci-fi filmben szerepelt volna, de jelenetei törölték a végleges változatból.

## Magánélete
New Yorkban él feleségével, Lisa Benavidesszel és három fiukkal.

## Filmográfia

### Filmrendezései
| Év   | Magyar cím    | Eredeti cím        | Feladatkör | Feladatkör | Feladatkör |
| Év   | Magyar cím    | Eredeti cím        | Rendező    | Producer   | Író        |
| ---- | ------------- | ------------------ | ---------- | ---------- | ---------- |
| 1997 |               | Eye of God         | Igen       | Nem        | Igen       |
| 1998 |               | Kansas (rövidfilm) | Igen       | Nem        | Igen       |
| 2001 | O (Othello)   | O                  | Igen       | Nem        | Nem        |
| 2001 | A szürke zóna | The Grey Zone      | Igen       | Igen       | Igen       |
| 2003 | Külkapcsolat  | A Foreign Affair   | Nem        | Vezető     | Nem        |
| 2009 |               | Leaves of Grass    | Igen       | Igen       | Igen       |
| 2015 | Anesztézia    | Anesthesia         | Igen       | Igen       | Igen       |
| 2019 |               | Sequestrada        | Nem        | Vezető     | Nem        |
| 2021 |               | Old Henry          | Nem        | Vezető     | Nem        |
| 2024 |               | Bang Bang          | Nem        | Vezető     | Nem        |

### Film
| Év   | Magyar cím                                        | Eredeti cím                          | Szerep                    | Magyar hang               |
| ---- | ------------------------------------------------- | ------------------------------------ | ------------------------- | ------------------------- |
| 1992 | Ez az életem                                      | This Is My Life                      | Dennis                    |                           |
| 1993 |                                                   | Motel Blue 19                        | felnőtt Luther (hang)     |                           |
| 1994 | Amatőr                                            | Amateur                              | fiatal nyomozó            |                           |
| 1995 | Nehézfiúk                                         | Heavyweights                         | Roger Johnson             | Bartucz Attila            |
| 1996 | Bogaras Joe                                       | Joe's Apartment                      | csótány (hang)            |                           |
| 1997 | Fedőneve: Donnie Brasco                           | Donnie Brasco                        | FBI technikus             | Bicskey Lukács            |
| 1997 |                                                   | Prix Fixe                            | Pincérfiú                 |                           |
| 1998 | Az őrület határán                                 | The Thin Red Line                    | Tills közlegény           | Pálmai Szabolcs           |
| 2000 | Hamlet                                            | Hamlet                               | Repülőgép kapitány        |                           |
| 2000 | Ó, testvér, merre visz az utad?                   | O Brother, Where Art Thou?           | Delmar O'Donnell          | Balázsi Gyula             |
| 2002 | Jóravaló feleség                                  | The Good Girl                        | Bubba                     | Albert Gábor              |
| 2002 | Szeress örökké                                    | Cherish                              | Daly                      | Breyer Zoltán             |
| 2002 | Különvélemény                                     | Minority Report                      | Gideon                    | Csuja Imre                |
| 2003 | Külkapcsolat                                      | A Foreign Affair                     | Jake Adams                |                           |
| 2003 | Stanley, a szerencse fia                          | Holes                                | Dr. Kiowa "Mom" Pendanski | Király Attila             |
| 2003 | Drogtanya                                         | Wonderland                           | Billy Deverell            | Kálloy Molnár Péter       |
| 2004 | Scooby-Doo 2. – Szörnyek póráz nélkül             | Scooby-Doo 2: Monsters Unleashed     | Dr. Jonathan Jacobo       | Kassai Károly             |
| 2004 | Az utolsó jelenet                                 | The Last Shot                        | Marshal Paris             | Incze József              |
| 2004 | Sötét ösvény                                      | Bereft                               | Dennis                    |                           |
| 2004 | Vejedre ütök                                      | Meet the Fockers                     | Vern LeFlore rendőr       | Juhász György             |
| 2005 |                                                   | The Amateurs                         | Barney Macklehatton       |                           |
| 2005 |                                                   | My Suicidal Sweetheart               | különböző karakter        |                           |
| 2005 | A nagy fehérség                                   | The Big White                        | Gary                      | Juhász György             |
| 2005 | Sziriana                                          | Syriana                              | Danny Dalton              | Koncz István              |
| 2006 |                                                   | Come Early Morning                   | Tim bácsi                 |                           |
| 2006 | Darwin-díj – Halni tudni kell!                    | The Darwin Awards                    | Tettes                    | Bicskey Lukács            |
| 2006 | Bagolyvédők                                       | Hoot                                 | Curly                     | Bicskey Lukács            |
| 2006 | Fido – Hasznos a zombi a háznál                   | Fido                                 | Mr. Theopolis             | Kálloy Molnár Péter       |
| 2007 | Családi űrutazás                                  | The Astronaut Farmer                 | Mr. Theopolis             | Mikula Sándor             |
| 2008 | A hihetetlen Hulk                                 | The Incredible Hulk                  | Samuel Sterns             | Schnell Ádám              |
| 2008 |                                                   | American Violet                      | David Cohen               |                           |
| 2009 |                                                   | Saint John of Las Vegas              | Militant Ned              |                           |
| 2009 |                                                   | Leaves of Grass                      | Bolger                    |                           |
| 2011 | Bankcsapda                                        | Flypaper                             | Mogyoróvaj                | Schnell Ádám              |
| 2011 |                                                   | Yelling to the Sky                   | Coleman                   |                           |
| 2011 | A mintatanár                                      | Detachment                           | Mr. Wiatt                 | Takátsy Péter             |
| 2011 | Vad évad                                          | The Big Year                         | Fuchs                     | Fekete Zoltán             |
| 2012 | Lincoln                                           | Lincoln                              | Richard Schell            | Schnell Ádám              |
| 2012 | Mindenki szereti a bálnákat                       | Big Miracle                          | Pat Lafayette             | Anger Zsolt               |
| 2013 |                                                   | Blue Caprice                         | Ray                       |                           |
| 2013 |                                                   | As I Lay Dying                       | Anse                      |                           |
| 2013 | Isten gyermeke                                    | Child of God                         | Fate seriff               | Kassai Károly             |
| 2013 |                                                   | Snake and Mongoose                   | Mike McAllister           |                           |
| 2014 | A kelletlen útitárs                               | The Homesman                         | Freighter                 |                           |
| 2014 |                                                   | The Sound and the Fury               | apa                       |                           |
| 2014 | Jobb, ha hallgatsz                                | Kill the Messenger                   | Alan Fenster              | Schnell Ádám              |
| 2014 |                                                   | Rickover: The Birth of Nuclear Power | Hyman Rickover            |                           |
| 2015 |                                                   | Anesthesia                           | Adam Zarrow               |                           |
| 2015 | A fantasztikus négyes                             | Fantastic Four                       | Dr. Harvey Allen          | Fazekas István            |
| 2016 | Kalandos hétvége                                  | The Confirmation                     | Vaughn                    | Sarádi Zsolt              |
| 2016 | A kolosszus                                       | Colossal                             | Garth                     | Fazekas István            |
| 2016 | Billy Lynn hosszú, félidei sétája                 | Billy Lynn's Long Halftime Walk      | Wayne Pfister             | Fazekas István            |
| 2018 |                                                   | Deidra & Laney Rob a Train           | Truman                    |                           |
| 2018 | Sidney Hall eltűnése                              | The Vanishing of Sidney Hall         | Johan Tidemand            | Fazekas István            |
| 2018 | Az intézet                                        | The Institute                        | Dr. Lemelle               |                           |
| 2018 | Buster Scruggs balladája                          | The Ballad of Buster Scruggs         | Buster Scruggs            |                           |
| 2018 | A szörnyeteg                                      | Monster                              | Leroy Sawicki             |                           |
| 2019 | A jelentés                                        | The Report                           | Raymond Nathan            | Kardos Róbert             |
| 2019 |                                                   | Arara                                | Thomas                    |                           |
| 2019 | Csaló csajok                                      | The Hustle                           | Portnoy                   |                           |
| 2019 | Támadás a Fehér Ház ellen 3. – A védangyal bukása | Angel Has Fallen                     | Martin Kirby alelnök      | Háda János                |
| 2019 | Just Mercy – A kegyelem ára                       | Just Mercy                           | Ralph Myers               | Rába Roland               |
| 2019 |                                                   | Zeroville                            | Kohn                      |                           |
| 2019 |                                                   | The True Don Quixote                 | Don Quixote               |                           |
| 2019 |                                                   | The Jesus Rolls                      | orvos                     |                           |
| 2021 | A meztelen egyediség                              | Naked Singularity                    | Angus                     | Fekete Zoltán             |
| 2021 |                                                   | Old Henry                            | Henry                     |                           |
| 2021 |                                                   | Ghosts of the Ozarks                 | Torb                      |                           |
| 2021 |                                                   | National Champions                   | Rodger Cummings           |                           |
| 2021 | Rémálmok sikátora                                 | Nightmare Alley                      | Vurstlis                  | Rába Roland               |
| 2022 | Pinokkió                                          | Pinocchio                            | Fekete nyúlak (hang)      | Welker Gábor Bognár Tamás |
| 2023 |                                                   | Ghosted                              | Borislov                  |                           |
| 2024 | A kőműves                                         | The Bricklayer                       | O'Malley CIA-igazgató     |                           |
| 2025 | Amerika Kapitány: Szép új világ                   | Captain America: Brave New World     | Samuel Sterns / Vezető    | Schnell Ádám              |

### Televízió
| Év         | Magyar cím                        | Eredeti cím                                 | Szerep              | Megjegyzések                         |
| ---------- | --------------------------------- | ------------------------------------------- | ------------------- | ------------------------------------ |
| 1989–1991  |                                   | The Unnaturals                              | különböző karakter  | mellékszereplő                       |
| 1995       |                                   | House of Buggin'                            | Emberrabló          | 1 epizód                             |
| 1996       | Texasi krónikák: A Holtak útján   | Dead Man's Walk                             | Johnny Carthage     | 3 epizód                             |
| 2005       |                                   | Stella                                      | Hegyi ember         | 1 epizód                             |
| 2005       |                                   | Warm Springs                                | Tom Loyless         | tévéfilm                             |
| 2009       | CSI: A helyszínelők               | CSI: Crime Scene Investigation              | Paulie Krill        | 1 epizód                             |
| 2011       |                                   | CHAOS                                       | Casey Malick        | 13 epizód                            |
| 2011       | Modern család                     | Modern Family                               | Hank                | 1 epizód                             |
| 2012–2015  | Fekete Dinamit                    | Black Dynamite                              | McGillihorn         | 4 epizód                             |
| 2014       |                                   | Klondike                                    | Meeker              | 6 epizód                             |
| 2015       |                                   | Z: The Beginning of Everything              | –                   | rendező (1 rész)                     |
| 2015, 2019 | A megtörhetetlen Kimmy Schmidt    | Unbreakable Kimmy Schmidt                   | Randy               | 4 epizód                             |
| 2017       |                                   | Wormwood                                    | Sidney Gottlieb     | 4 epizód                             |
| 2018       |                                   | Dallas & Robo                               | favágó (hang)       | 8 epizód                             |
| 2019       | Watchmen                          | Watchmen                                    | Wade Tillman        | 6 epizód                             |
| 2020       | Green család a nagyvárosban       | Big City Greens                             | Ernest Green (hang) | 1 epizód magyar hangja Bácskai János |
| 2022       | Ollie hazatalál                   | Lost Ollie                                  | Zozo (hang)         | 4 epizód magyar hangja Schnell Ádám  |
| 2022       | Guillermo del Toro: Rémségek tára | Guillermo del Toro's Cabinet of Curiosities | Nick Appleton       | 1 epizód magyar hangja Schnell Ádám  |
| 2022       |                                   | George & Tammy                              | Roy Acuff           | 1 epizód                             |
| 2023       | Pókerarc                          | Poker Face                                  | Keith Owens         | 1 epizód                             |